# CROSS GAME
『CROSS GAME』（クロス・ゲーム）は、日本のヴィジュアル系ロックバンド、アリス九號.の楽曲であり、通算13枚目のシングルとして2008年12月10日にキングレコードよりリリースされた。

## 解説
"アリス九號."名義最後のシングル作品。テレビ東京系アニメ『遊☆戯☆王5D's』第2期エンディングテーマ。
『WHITE PRAYER』以来4作ぶりに初回限定盤および通常盤の2タイプでリリースされ、初回限定盤には表題曲のPVを収録したDVDが付属していた。通常盤は、初回限定盤に未収録の楽曲を含む計3曲が収録された。

## チャート成績
本作品はオリコン週間シングルチャートでは、2008年12月22日付で初登場・最高順位ともに8位を記録した。計7週にわたって同チャート200位圏内にランクインし、その間に約1.8万枚を売り上げた。また2008年12月度月間チャートにおいて、44位にランクインした。

## 批評
『CDジャーナル』は「激しくもポップなメロディ、ストーリー性を感じさせる・アレンジ、ロマンティシズムとリアルなメッセージ性が交差する歌詞。バンドの特性が端的に表われたアップ・チューン。」と批評した。

## 収録曲
初回限定盤
| 全作詞: 将、全作曲: アリス九號.。 |                    |      |             |      |
| #                                 | タイトル           | 作詞 | 作曲・編曲  | 時間 |
| 1.                                | 「CROSS GAME」     | 将   | アリス九號. | 3:46 |
| 2.                                | 「【atmosphere】」 | 将   | アリス九號. | 4:40 |
| 合計時間:                         | 合計時間:          | 8:26 |             |      |

| 全作詞: 将、全作曲: アリス九號.。 |                |      |             |
| #                                 | タイトル       | 作詞 | 作曲・編曲  |
| 1.                                | 「CROSS GAME」 | 将   | アリス九號. |

通常盤
| 全作詞: 将、全作曲: アリス九號.。 |                          |       |             |      |
| #                                 | タイトル                 | 作詞  | 作曲・編曲  | 時間 |
| 1.                                | 「CROSS GAME」           | 将    | アリス九號. | 3:46 |
| 2.                                | 「【atmosphere】」       | 将    | アリス九號. | 4:40 |
| 3.                                | 「夢幻 -electric eden-」 | 将    | アリス九號. | 4:18 |
| 合計時間:                         | 合計時間:                | 12:44 |             |      |

## 品番
|                        | リリース日     | 品番       |
| ---------------------- | -------------- | ---------- |
| 初回限定盤             | 2008年12月10日 | KICM-91260 |
| 通常盤                 | 2008年12月10日 | KICM-1260  |
| デジタル・ダウンロード | 2008年12月10日 | -          |

## 楽曲の収録作品
CROSS GAME
- 『VANDALIZE』[4]
- 『風月ノ詩』(セルフカヴァー) [5]